# Xavier de Le Rue
Xavier de Le Rue (ur. 1 lipca 1979 w Bajonnie) – francuski snowboardzista, trzykrotny medalista mistrzostw świata.

## Kariera
Po raz pierwszy na arenie międzynarodowej pojawił się w 1997 roku, startując na mistrzostwach świata juniorów w Corno alle Scale. Zajął tam trzynaste miejsce w slalomie gigancie. Podczas rozgrywanych rok później mistrzostw świata juniorów w Chamrousse, zdobył srebrny medal w tej samej konkurencji.
W Pucharze Świata zadebiutował 14 listopada 1997 roku w Tignes, gdzie zajął 76. miejsce w gigancie. Pierwsze pucharowe punkty wywalczył 13 stycznia 1998 roku w Lienzu, zajmując siódme miejsce w tej konkurencji. Na podium zawodów pucharowych po raz pierwszy stanął 6 września 2001 roku w Valle Nevado, wygrywając rywalizację w snowcrossie. W zawodach tych wyprzedził dwóch Kanadyjczyków Jaseya-Jaya Andersona i Drew Neilsona. Łącznie 20 razy stawał na podium zawodów PŚ, odnosząc przy tym jedenaście zwycięstw. Najlepsze wyniki osiągnął w sezonach 2002/2003, 2003/2004 i 2004/2005, kiedy to w klasyfikacji snowcrossu zdobywał Małe Kryształowe Kule. Był też trzeci w tej samej klasyfikacji w sezonie 2005/2006.
Podczas mistrzostw świata w Kreischbergu w 2003 roku wywalczył złoty medal w snowcrossie. Pokonał tam Setha Wescotta z USA i Drew Neilsona. Wynik ten powtórzył na rozgrywanych cztery lata później mistrzostwach świata w Arosa; na mistrzostwach świata w Whistler w 2005 roku nie wystąpił. Tym razem wyprzedził Wescotta i jego rodaka, Nate'a Hollanda. Ponadto zdobył srebrny medal podczas mistrzostw świata w Gangwon w 2009 roku. W zawodach tych rozdzielił Austriaka Markusa Schairera i Nicka Baumgartnera z USA. W 2006 roku wystartował na igrzyskach olimpijskich w Turynie, zajmując osiemnaste miejsce. Brał też udział w igrzyskach w Vancouver w 2010 roku, kończąc rywalizację na dziewiętnastej pozycji.
W 2014 roku zakończył karierę.
Jego brat Paul-Henri de Le Rue również był snowboardzistą.

## Osiągnięcia

### Igrzyska olimpijskie
| Miejsce | Dzień     | Rok  | Miejscowość | Konkurencja | Zwycięzca    |
| ------- | --------- | ---- | ----------- | ----------- | ------------ |
| 18.     | 16 lutego | 2006 | Turyn       | Snowcross   | Seth Wescott |
| 19.     | 15 lutego | 2010 | Vancouver   | Snowcross   | Seth Wescott |

### Mistrzostwa świata
| Miejsce | Dzień       | Rok  | Miejscowość | Konkurencja | Zwycięzca       |
| ------- | ----------- | ---- | ----------- | ----------- | --------------- |
| 1.      | 19 stycznia | 2003 | Kreischberg | Snowcross   | -               |
| 1.      | 14 stycznia | 2007 | Arosa       | Snowcross   | -               |
| 2.      | 18 stycznia | 2009 | Gangwon     | Snowcross   | Markus Schairer |

### Puchar Świata

#### Miejsca w klasyfikacji generalnej
- sezon 1997/1998: 127.
- sezon 2001/2002: -
- sezon 2002/2003: -
- sezon 2003/2004: -
- sezon 2004/2005: -
- sezon 2005/2006: 13.
- sezon 2007/2008: 93.
- sezon 2008/2009: 53.
- sezon 2009/2010: 67.
  - SBX[1]
- sezon 2011/2012: 45.
- sezon 2012/2013: 46.
- sezon 2013/2014: 49.

#### Miejsca na podium
1. Valle Nevado – 6 września 2001 (snowcross) - 1. miejsce
2. Valle Nevado – 13 września 2002 (snowcross) - 2. miejsce
3. Berchtesgaden – 25 stycznia 2003 (snowcross) - 1. miejsce
4. Berchtesgaden – 26 stycznia 2003 (snowcross) - 3. miejsce
5. Bad Gastein – 4 lutego 2003 (snowcross) - 1. miejsce
6. Bad Gastein – 5 lutego 2003 (snowcross) - 1. miejsce
7. Arosa – 16 marca 2003 (snowcross) - 2. miejsce
8. Bad Gastein – 5 stycznia 2004 (snowcross) - 2. miejsce
9. Jōetsu – 27 lutego 2004 (snowcross) - 1. miejsce
10. Mount Bachelor – 6 marca 2004 (snowcross) - 1. miejsce
11. Bardonecchia – 11 marca 2004 (snowcross) - 1. miejsce
12. Valle Nevado – 16 września 2004 (snowcross) - 2. miejsce
13. Lake Placid – 6 marca 2005 (snowcross) - 1. miejsce
14. Tandådalen – 17 marca 2005 (snowcross) - 1. miejsce
15. Valle Nevado – 17 września 2005 (snowcross) - 1. miejsce
16. Valle Nevado – 18 września 2005 (snowcross) - 2. miejsce
17. Saas-Fee – 22 października 2005 (snowcross) - 2. miejsce
18. Bad Gastein – 4 stycznia 2006 (snowcross) - 3. miejsce
19. Valle Nevado – 29 września 2007 (snowcross) - 3. miejsce
20. Bad Gastein – 10 stycznia 2009 (snowcross) - 1. miejsce

- W sumie 11 zwycięstw, 6 drugich i 3 trzecie miejsca.